# Podomačenka
Podomačeno lastno ime ali podomačenka je popolnoma poslovenjeno prevzeto lastno ime, npr. Misisipi, Odiseja, Pariz, Platon. Pri podomačevanju uporabljamo samo slovenske glasove, samo domačo prozodijo, samo črke in ločila slovenskega jezika, take besede dobijo slovenske skladenjske lastnosti itn. Dvojne črke se več ne pojavljajo, črka y se spremeni v j ali odstrani ... Ob sklanjanju se dodajajo normalne končnice: npr. Misisipija, Platona, Odiseje.
Lastna imena iz nelatiničnih, na primer azijskih pisav in iz grščine, podomačujemo. Pri podomačevanju iz cirilice ohranjamo nekatere fonološko važne črke, na primer srbohrvaška ć in đ.

### Podomačenje osebnih lastnih imen
Pisno podobo prevzetih osebnih lastnih imen iz jezikov z latinično pisavo načeloma ohranjamo, nekatere vrste lastnih imen pa podomačujemo:
- imena grško-rimskega sveta (Ezop, Evripid, Horac/ij/) ali imena, prevzeta prek latinščine in grščine (Darej, Elija, Kristus);
- imena vladarskih (in nekaterih plemiških) rodovin: Burboni, Habsburžani;
- redka druga imena znanih zgodovinskih oseb: Petrarka, Kolumb, Galilej, Luter;
- navadno svetniška imena: Franc Ksaver, Frančišek Asiški, Don Bosko;
- večino v slovenščino prevzetih imen in priimkov: Jože(f), Franc, Marija, Karmen – Švajger, Popovič, Dvoržak;
- imena vladarjev in papežev: Elizabeta, Franc Jožef, Janez XXIII.;
- lahko tako tudi slengovska imena, npr. Majk, Džimi.

### Podomačenje zemljepisnih lastnih imen
Enobesedna zemljepisna lastna imena iz latiničnih pisav veèinoma ohranjajo izvirno podobo: Massachusetts, Caen, Köln, Cagliari. Podomačeno pišemo imena:
- držav, dostikrat pa tudi zveznih držav in pokrajin: Anglija, Poljska, Švica, Koreja, Teksas, (Južna) Karolina – Turingija, Lacij, Provansa, Kampanja, Kastilija, Tesalija;
- celin, nekaterih bolj znanih otokov in polotokov: Evropa, Avstralija, Antarktika – Havaji, Korzika – Arabija, Peloponez, Jukatan;
- oceanov, morij, večjih rek in nekaterih večjih jezer: Atlantik – Baltik – Donava, Tibera, Pad, Sena, Ren, Misisipi, Misuri, Bramaputra, Jangcekjang – Tanganjika, Titikaka, Inari;
- večjih gorovij in nekaterih gor: Pireneji, Kavkaz, Himalaja, Kordiljere, Kilimandžaro;
- nekaterih bolj znanih krajev, npr. Firence, Pariz, Bruselj, Lizbona, Jeruzalem, Peking, Čikago, Edinburg;
- nekaterih stavb, objektov: Kapitol, Hradčani.

Tem imenom se pridružujejo tista, ki se na Slovenskem izgovarjajo tako, kakor se pišejo: Berlin, London, Madrid, Padova.
Številna tuja in prevzeta zemljepisna imena danes v slovenščini zasledimo v dveh različicah, tj. kot podomačena in kot polcitatna, pri čemer ima prednost tista, ki se rabi pogosteje (npr. Edinburg in Edinbourg).  Nekatera starejša poimenovanja, npr. Monakovo (München), Draždani (Dresden), Solnograd (Salzburg), Turin (Torino), so danes stilno zaznamovana.